# Большеберёзовский сельсовет
Большеберезовский сельсове́т — упразднённые административно-территориальная единица и муниципальное образование со статусом сельского поселения в составе Куртамышского района Курганской области России. 
Административный центр — село Березово.

## История
В соответствии с Законом Курганской области от 6 июля 2004 года № 419 сельсовет наделён статусом сельского поселения.
Законом Курганской области от 30 мая 2018 года N 46, в состав Камаганского сельсовета были включены все населённые пункты упразднённого Большеберезовского сельсовета.

## Население
| 1989 | 2002 | 2010 | 2012 | 2013 | 2014 | 2015 |
| ---- | ---- | ---- | ---- | ---- | ---- | ---- |
| 862  | ↘787 | ↘547 | ↘525 | ↘503 | ↘483 | ↘468 |
| 2016 | 2017 | 2018 |      |      |      |      |
| ↘452 | ↘441 | ↘431 |      |      |      |      |

## Состав сельского поселения
| № | Населённый пункт | Тип населённого пункта       | Население |
| - | ---------------- | ---------------------------- | --------- |
| 1 | Березово         | село, административный центр | ↘289      |
| 2 | Новая Калиновка  | деревня                      | ↘170      |
| 3 | Птичье           | деревня                      | ↘88       |